# Фрайсбах
Фрайсбах (нем. Freisbach) — община в Германии, в земле Рейнланд-Пфальц. 
Входит в состав района Гермерсхайм. Подчиняется управлению Лингенфельд.  Население составляет 1085 человек (на 31 декабря 2010 года). Занимает площадь 4,98 км².